# Louis Claude Cadet de Gassicourt
Louis Claude Cadet de Gassicourt (24 tháng 7 năm 1731 – 17 tháng 10 năm 1799) là một nhà hóa học người Pháp, là người tổng hợp được hợp chất cơ kim đầu tiên và do đó, ông cũng được coi là cha đẻ của hóa học cơ kim.
Ông thu được một chất lỏng màu nâu đỏ bằng phản ứng của kali axetat với thạch tín oxide. Chất lỏng này được biết đến với tên gọi "chất lỏng bốc khói của Cadet", thành phần gồm hai hợp chất cacodyl và cacodyl oxide, được coi là các hợp chất cơ kim đầu tiên được tạo ra.
Cadet học tại Collège des Quatre-Nations và trở thành một dược sĩ tại Điện Invalides, Paris. Ông cũng là anh trai của dược sĩ Antoine-Alexis Cadet de Vaux.
Marie Thérèse Françoise Boisselet trở thành vợ ông vào năm 1771, tại thời điểm đó con trai của bà, cũng là con của vua Louis XV, được 2 tuổi. Cậu bé được Cadet nhận làm con, tên là Charles-Louis Cadet de Gassicourt (1769–1821).